# Giorgio Luraschi
Giorgio Luraschi (Genova, 23 settembre 1942 – Como, 6 luglio 2011) è stato un giurista italiano, storico del diritto romano.
È stato cofondatore della Facoltà di Giurisprudenza della sede di Como dell'Università dell'Insubria.

## Biografia

### Formazione e carriera
Nel 1966 si è laureato in giurisprudenza presso l'Università degli Studi di Milano. Allievo di Arnaldo Biscardi, Gaetano Scherillo e Gabrio Lombardi, ha iniziato la carriera nell'ambito delle discipline romanistiche. Due anni dopo ha conseguito il diploma di specializzazione in Storia romana e antichità italiche, sotto la guida di Gianfranco Tibiletti e Mario Attilio Levi, vincendo nel frattempo due borse di studio, una ministeriale, l'altra del CNR per l'epigrafia giuridica. Nel 1969 Luraschi è diventato procuratore legale e nel 1975 avvocato, esercitando la professione per una decina d'anni. Nel 1970 è diventato assistente alla cattedra di Diritto romano presso la Facoltà di Giurisprudenza della Università di Pavia, passando di ruolo come assistente ordinario nel 1972,  nel 1973 diventa professore incaricato di Esegesi delle fonti del diritto romano, infine nel 1979 è docente di Storia del diritto romano presso l'Università, di cui l'anno seguente, vince il concorso a cattedra. Inoltre ha insegnato la stessa materia come professore straordinario all'Università di Parma, mantenendo l'incarico anche presso l'ateneo di Pavia (che nel 1982 gliene ha conferito la cattedra, poi mantenuta fino al 1994).
Dal 1983 al 2006 ha insegnato, per contratto, Storia del diritto romano nella Facoltà di Giurisprudenza dell'Università Cattolica del Sacro Cuore di Milano. Nel 1984 ha conseguito l'ordinariato. Nel 1994 è stato tra i fondatori prima del corso di laurea (gemmato dall'Università Statale di Milano) e poi (1998) della Facoltà di Giurisprudenza dell'Università degli Studi dell'Insubria (sede di Como), dove ha tenuto l'insegnamento di Istituzioni e Storia del diritto romano, nonché (fino all'anno accademico 2007-2008) di Storia romana nei Corsi di Laurea in Scienze del Turismo e dei Beni Culturali. Dallo stesso 1994, e sino al 2003, è stato Direttore dell'Istituto di Scienze giuridiche, mentre nel 1998 è diventato membro del Consiglio di Amministrazione dell'Università insubra. Nel medesimo ateneo è stato, dal 2004, direttore del Dipartimento di diritto romano, storia e filosofia del diritto.
Dopo la sua morte, avvenuta nel 2011 a causa di un mieloma, il 2 febbraio 2013 gli è stato conferito a Como il massimo riconoscimento cittadino, l'Abbondino d'oro, eccezionalmente postumo. Gli sono inoltre state intitolate due biblioteche: quella di diritto romano nella locale sede dell'Università dell'Insubria e quella del day hospital oncologico dell'ospedale Sant'Anna.

### Attività di ricerca
Dal 1975 è stato Direttore della «Rivista Archeologica della Antica Provincia e Diocesi di Como» e Ispettore onorario della Soprintendenza ai beni archeologici della Lombardia, con cui ha collaborato alla scoperta e alla tutela del patrimonio archeologico del territorio comasco. Nel corso delle sue ricerche, pubblicate in epoche e su periodici diversi, e in particolare nel saggio del 1971 dal titolo Il Castellum nella costituzione politica dei Ligures Comenses, che sarebbe poi confluito, come la maggior parte degli altri contributi, nella sua Storia di Como antica (1997), ha ipotizzato l'esistenza nel Lago di Como, tra la fine del III e la fine del IV secolo di una flotta militare, in funzione anti-barbarica.
Dal punto di vista più squisitamente storico-giuridico, in particolare sulle istituzioni di diritto romano, Luraschi ha, con il suo volume sul Foedus (1979), posto attenzione sui trattati di pace romani, il cui approccio ha invalso una corrente di pensiero nota anche a livello internazionale. Il Foedus ha portato un contributo importante anche nell'alveo del diritto latino, ossia al dibattito sulla cittadinanza romana, con maggior attinenza alla provincia Cisalpina e con particolare riferimento all'applicazione dell'adtributio. A tal riguardo, come ha ricordato lo storico francese André Chastagnol, una serie di studiosi aveva ipotizzato che detto istituto traesse efficacia da una Lex Pompeia: però, mentre alcuni - fra i quali il Mommsen - avevano optato per quella emanata nell'anno 89 a.C., cioè la Lex Pompeia de Transpadanis, Luraschi, invece, riprendendo e precisando un'ipotesi di Savigny, ha ribadito l'esistenza anche di una Lex Pompeia de adtributione, datandola intorno all'anno 14 a.C.

### Gli studi sulla Sindone
Giorgio Luraschi è stato anche un appassionato studioso della Sacra Sindone, della quale – come dichiarato in un'intervista rilasciata l'anno prima della sua scomparsa ha iniziato a interessarsi in occasione dell'ostensione del 1978. Da quel momento Luraschi ha continuato ad occuparsene, diventandone un esperto, pur rifiutando la definizione di ‘sindonologo’.
Quando, l'esame al radiocarbonio del 1988, per la Sindone ne ha fornito una datazione medievale, Luraschi ha redatto un breve scritto divulgativo (ristampato nel 2010) intitolato “La Sindone alla luce della ragione”, in cui si proponeva di riesaminare brevemente tutti gli elementi significativi sull'oggetto misterioso. In esso Luraschi stigmatizzava il risultato della datazione al carbonio 14 come inaffidabile, citando "parecchie e gravi perplessità" metodologiche nonché, a suo dire, la fondatezza di "gravi sospetti sulla buona fede di alcuni ricercatori". Nell'unico altro suo scritto posteriore sulla Sindone la prefazione a un libro definiva l'analisi "il maledetto imbroglio del carbonio 14".

## Opere principali
- Foedus, ius Latii, civitas. Aspetti costituzionali della romanizzazione in Transpadana, CEDAM, Padova 1979,  ISBN 88-13-14854-2.
- Diritto premiale. Precedenti romanistici, in «Diritto premiale e sistema penale», Atti del settimo simposio di studi di diritto e procedura penali (Como, 26-27 giugno 1981), Giuffrè, Milano 1983, pp. 53–95.
- Aspetti giuridici della romanizzazione del Bruzio. A proposito del volume Istituzioni e forme costituzionali nelle città del Bruzio in età romana, in  «Studia et Documenta Historiae et Iuris», 1986, v. 52., Pontificia Università Lateranense, Roma 1986, pp. 493–516.
- Foedus nell'ideologia virgiliana, in «Atti del 3. seminario romanistico gardesano» (22-25 ottobre 1985), Giuffrè, Milano 1988, pp. 282–305.
- Juristische Probleme der Romanisierung der Alpen: der Ursprung der "Adtributio", in «Die Römer in den Alpen», Historikertagung (Salzburg 1986), Bozen 1989, pp. 31–53.
- Storia di Como antica. Saggi di archeologia, diritto e storia, New Press, Como 1997.